# Dimitrie Popescu
Dimitrie Popescu (ur. 10 września 1961 w Straja, zm. 11 listopada 2023 w Bușteni) – rumuński wioślarz, czterokrotny medalista igrzysk olimpijskich i mistrzostw świata.

## Kariera
Wystartował na igrzyskach olimpijskich w Los Angeles w 1984, gdzie Rumuni w składzie: Dimitrie Popescu, Vasile Tomoiagă i Dumitru Răducanu (sternik) zdobyli srebrny medal w dwójkach ze sternikiem. W finale o 5,22 sekundy przegrali z osadą Włoch, a o 1,60 sekundy wyprzedzili osadę USA. Srebrny medal, tym razem w czwórkach ze sternikiem, zdobył też na rozgrywanych w 1988 igrzyskach olimpijskich w Seulu. Wspólnie z Ioanem Snepem, Valentinem Robu, Vasile Tomoiagą i Ladislau Lovrenschim uplasował się w finale A o 2,84 sekundy za osadą NRD i o 2,20 sekundy przed osadą Nowej Zelandii. Na tych samych igrzyskach był czwarty w dwójkach ze sternikiem, walkę o podium Rumuni przegrali tam z Brytyjczykami o 0,65 sekundy. Kolejne dwa medale zdobył na igrzyskach olimpijskich w Barcelonie w 1992. Najpierw Viorel Talapan, Iulică Ruican, Dimitrie Popescu, Nicolae Țaga i Dumitru Răducanu zwyciężyli w czwórkach ze sternikiem, wyprzedzając Niemców o 0,97 sekundy i Polaków o 2,90 sekundy. Następnie razem z Țagą i Răducanu zajął trzecie miejsce w dwójkach ze sternikiem, o 1,75 sekundy za Brytyjczykami i o 0,60 sekundy za Włochami. Brał także udział w igrzyskach olimpijskich w Atlancie w 1996, zajmując piąte miejsce w czwórkach ze sternikiem.
W czwórkach ze sternikiem zdobył też złoty medal na mistrzostwach świata w Bledzie (1989). Ponadto był drugi w dwójkach ze sternikiem na mistrzostwach świata w Hazewinkel (1985) i mistrzostwach świata w Motherwell (1996) oraz trzeci na mistrzostwach świata w Kopenhadze (1987).
Po zakończeniu kariery został trenerem, prowadząc między innymi reprezentację Rumunii. Jego żona, Mărioara Popescu także była wioślarką. Razem mieli dwie córki: Angelinę (ur. w 1989) i Anę Marię (ur. w 1994).